# Säkäsaari (ö i Mellersta Karelen)
Säkäsaari är en ö i Finland. Den ligger i sjön Suuri-Onkamo och i kommunen Tohmajärvi i den ekonomiska regionen  Mellersta Karelens ekonomiska region  och landskapet Norra Karelen, i den sydöstra delen av landet, 400 km nordost om huvudstaden Helsingfors. Öns area är 1,8 hektar och dess största längd är 280 meter i sydöst-nordvästlig riktning.